# Akeakamai
Akeakamai (capturada el 1976 – morta el 12 de novembre de 2003) era una femella de dofí mular de l'oceà Atlàntic. El nom significa en hawaià "filòsofa", és a dir, amant (ake) de la saviesa (akamai).
Akeakamai, junts amb els companys d'aquari Phoenix, Elele i Hiapo, va ser objecte dels estudis de Louis Herman sobre el llenguatge animal a Kewalo Basin Marine Mammal Laboratory a Honolulu, Hawaii. L'article més conegut és l'obra original descrita per Herman, Richards i Wolz (1984). L'estudi va investigar l'habilitat de dos dofins mulars, Akeakamai i Phoenix, per entendre oracions exhortatives. El plantejament d'examinar la comprensió contrasta amb el plantejament habitual de molts estudis amb els grans simis que s'enfoquen a la producció. Els resultats presenten la primera evidència convincent de l'habilitat dels dofins mulars per processar informació semàntica i sintàctica d'oracions. La metodologia dels experiments subratlla la independència de l'habilitat de la comprensió de la modalitat de la comunicació perquè els experiments van fer servir dos llenguatges artificials diferents: un que era auditiu i un altre que era visual.
També va ser subjecte de diversos altres estudis sobre la cognició i habilitats sensorials dels dofins.
Les circumstàncies de la seva mort van desencadenar una controvèrsia quant a l'estat sanitari al laboratori on residia. Atès que Akeakamai va patir de càncer, es va decidir acabar la seva vida el dia 12 de novembre de 2003.